# Cypsiurus
Cypsiurus is een geslacht van vogels uit de familie gierzwaluwen (Apodidae).

## Soorten
Het geslacht kent de volgende soorten:
- Cypsiurus balasiensis  – Aziatische palmgierzwaluw
- Cypsiurus gracilis  – Madagaskarpalmgierzwaluw
- Cypsiurus parvus  – Afrikaanse palmgierzwaluw